# Ганс фон Обстфельдер
Ганс фон Обстфельдер (нім. Hans von Obstfelder; нар. 6 вересня 1886, Штайнбах-Галленберг, Тюрингія — пом. 20 грудня 1976, Вісбаден, Гессен) — німецький воєначальник часів Третього Рейху, генерал від інфантерії (1940) Вермахту. Кавалер Лицарського хреста з дубовим листям та мечами (1944).

## Біографія
У березні 1905 року вступив на військову службу фанен-юнкером в піхотний полк. До початку Першої світової війни — в штабі піхотного полку.
З початку війни — на Західному фронті. На різних штабних посадах рівня дивізія — корпус. З січня 1918 року — начальник штабу кавалерійської дивізії, потім піхотної дивізії. За час війни нагороджений Залізними хрестами обох ступенів і ще трьома орденами.
Продовжив службу в рейхсвері. З 6 жовтня 1936 року — командир 28-ї піхотної дивізії.
Брав участь у Польській і Французькій кампаніях, з 1 червня 1940 року — командувач 29-м армійським корпусом, в званні генерал піхоти.
З 22 червня 1941 року брав участь в німецько-радянській війні, у боях в Україні у складі групи армій «Південь».
З 28 серпня 1943 року — командувач 86-м армійським корпусом (на південному заході Франції). З серпня 1944 року корпус воює в Нормандії, де Обстфельдер порявив себе як хоробрий і розсудливий командир.
З 30 листопада 1944 року — командувач 1-ю армією, з 1 березня 1945 року — командувач 19-ю армією (в Баварії), з 25 березня — 7-ю армією. 8 травня 1945 взятий в американський полон, служив офіцером для доручень при командуванні американських військ.

## Нагороди

### Перша світова війна
- Залізний хрест
  - 2-го класу (5 вересня 1914)
  - 1-го класу (19 червня 1915)
- Ганзейський Хрест (Гамбург)
- Лицарський хрест 2-го класу ордена Білого сокола з мечами (Герцогство Саксен-Веймар-Айзенах)
- Лицарський хрест 1-го класу ордена дому Саксен-Ернестіне з мечами

### Міжвоєнний період
- Почесний хрест ветерана війни з мечами (1934)
- Медаль «За вислугу років у Вермахті» з 4-го, 3-го, 2-го і 1-го класу (25 років)
- Медаль «У пам'ять 1 жовтня 1938» із застібкою «Празький град»

### Друга світова війна
- Застібка до Залізного хреста
  - 2-го класу (20 вересня 1939)
  - 1-го класу (29 вересня 1939)
- Медаль «За зимову кампанію на Сході 1941/42»
- Нагрудний знак «За поранення» в чорному
- Німецький хрест у золоті (21 квітня 1943)
- Лицарський хрест Залізного хреста з дубовим листям і мечами
  - Лицарський хрест (27 липня 1941)
  - Дубове листя (№ 251) (7 червня 1943)
  - Мечі (№ 110) (5 листопада 1944)

Військова кар'єра
- 17 березня 1905 — фанен-юнкер
- 18 серпня 1906 — лейтенант
- 17 лютого 1914 — обер-лейтенант
- 18 червня 1915 — гауптман
- 1 лютого 1926 — майор
- 1 квітня 1930 — оберст-лейтенант
- 1 березня 1933 — оберст
- 1 січня 1936 — генерал-майор
- 1 лютого 1938 — генерал-лейтенант
- 1 червня 1940 — генерал від інфантерії